# Josip Pomykalo
Josip Pomykalo (Banja Luka, BiH, 25. studenoga 1917. − Zagreb, 30. travnja 2001.), hrvatski skladatelj i glazbeni pedagog.

## Životopis
Rodio se je u glazbeničkoj obitelji. Mati Marija r. Hasler/Hazler rodom je iz Slunja. Imao je braću Zvonka i Ferdu, koja su obojica također pošli glazbenim vodama.
U Zagrebu je studirao na Muzičkoj akademiji gdje je diplomirao. Član je orekstra Zagrebačke opere od 1937., uz manje prijekide. Bio je solist Zagrebačke filharmonije i Zagrebačkih simfoničara RTV Zagreb.
Glazbeni je dužnosnik i jedan od organizatora suvremenog glazbenog života u Hrvatskoj. Na osnivačkoj skupštini Udruženja reproduktivnih muzičara Hrvatske (URMUH-a, današnjeg HDGU) 21. srpnja 1945. izabran je u upravu; za predsjednika je izabran Milan Sachs, odbornici su bili Ladislav Miranov, Josip Pomykalo, Evgenije Vaulin, Zlatko Šir, Danica Ogrizović, Natko Devčić, u nadzorni odbor i sud časti izabrani su Miroslav Špiler, Stanka Vrinjanin i Marijan Feller te u verifikacioni odbor Miroslav Crljenak, Dora Gušić, Lucija Ožegović, Marija Borčić-Frankl i Milan Graf.
Predavao je sviranje klarineta u Glazbenoj školi Vatroslava Lisinskog i na Muzičkoj akademiji u Zagrebu.
Poznate su mu zabavne melodije koje je skladao kao Dal’ znaš za strast, Na povratak tvoj čekam (njegova najpoznatija plesna glazba),  Osamljenoj, Diana i ine. Na pisanju uspješnica surađivao je sa Sergijem Strahovim, D. Steryjem, Mariom Kinelom, B. Mohačkom Delinskim i Norbertom Neugebauerom.
Skladbe je objavljivao i pod umjetničkim imenima M. Polo i Myka Polo